# Estação Ferroviária de Coimbra-B

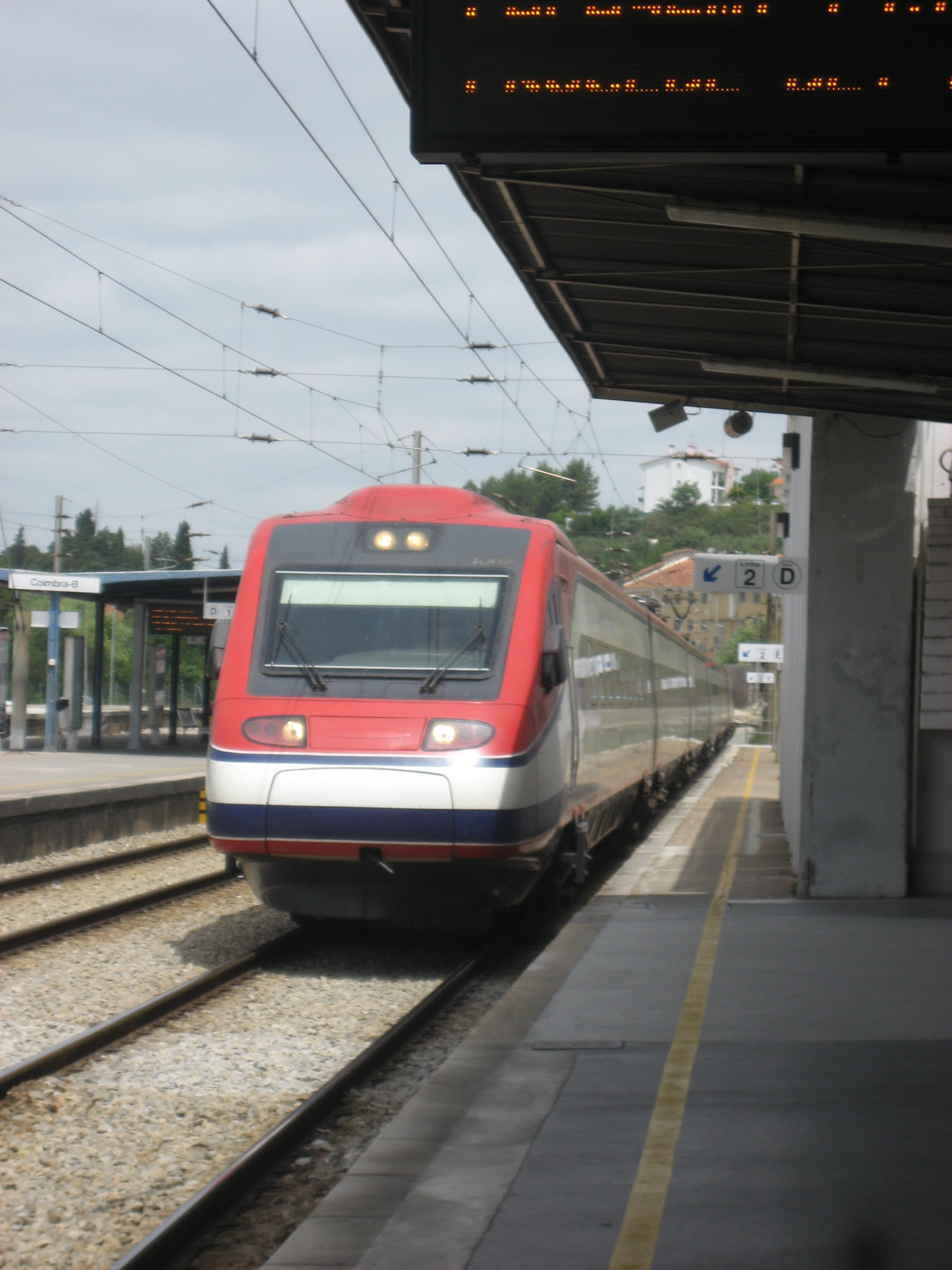
Alfa Pendular em Coimbra-B, em 2012.

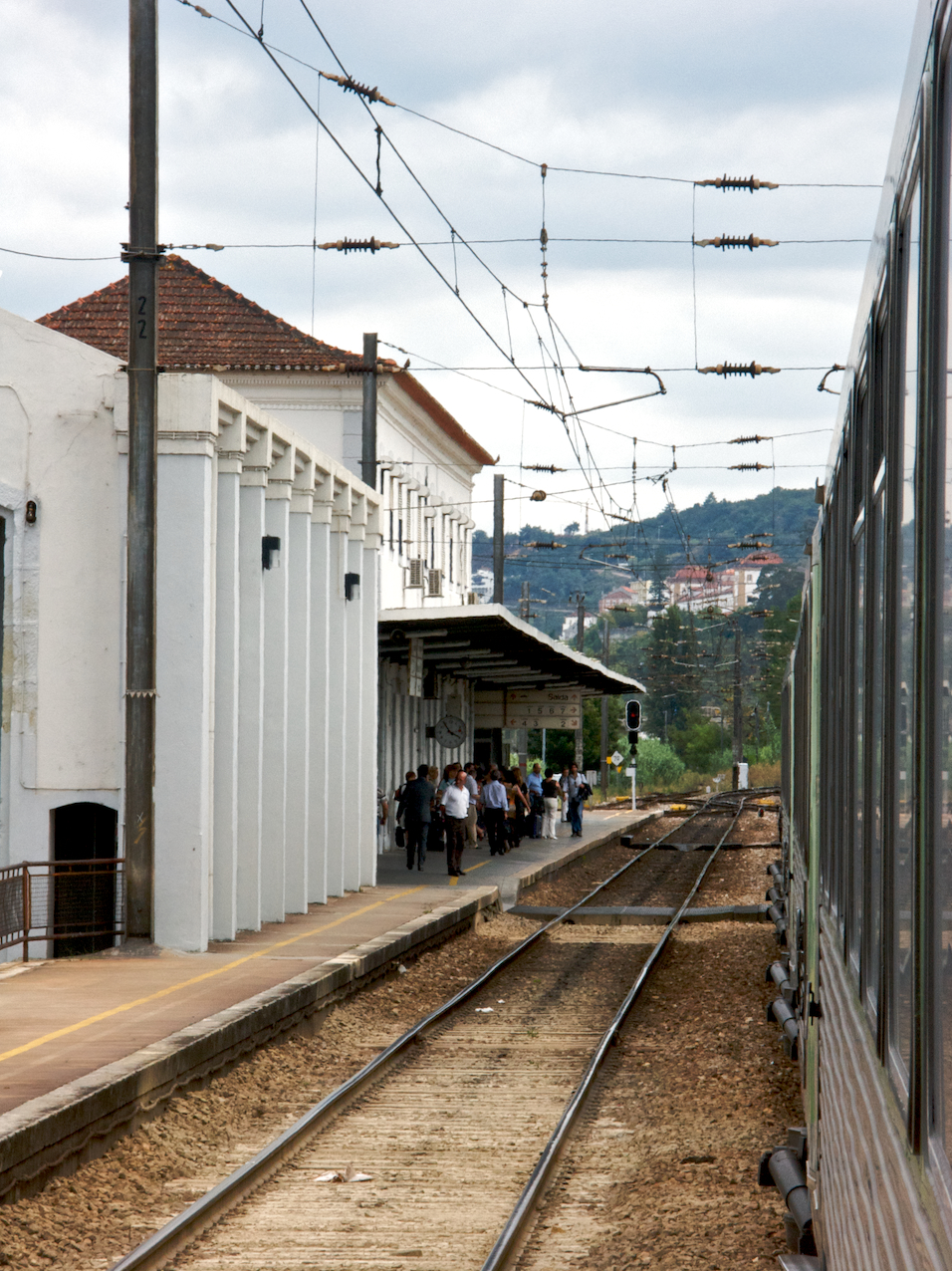
Gare de Coimbra-B, em 2013.

A estação ferroviária de Coimbra-B, originalmente denominada apenas de Coimbra, e popularmente chamada estação velha, é uma gare da Linha do Norte e do Ramal da Lousã, localizada na cidade e no município de Coimbra, em Portugal. A construção de uma gare ferroviária na Linha do Norte que servisse a cidade de Coimbra foi considerada prioritária durante o planeamento da linha, tendo sido inaugurada em 10 de Abril de 1864. Era uma das duas estações principais na cidade, sendo a outra a estação de Coimbra ou Coimbra-A, situada no centro urbano. O ramal entre estas duas estações entrou ao serviço em 18 de Outubro de 1885. Com o fecho da estação de Coimbra em 12 de Janeiro de 2025, Coimbra-B fica a ser a única estação principal que serve a cidade de Coimbra.

## Descrição

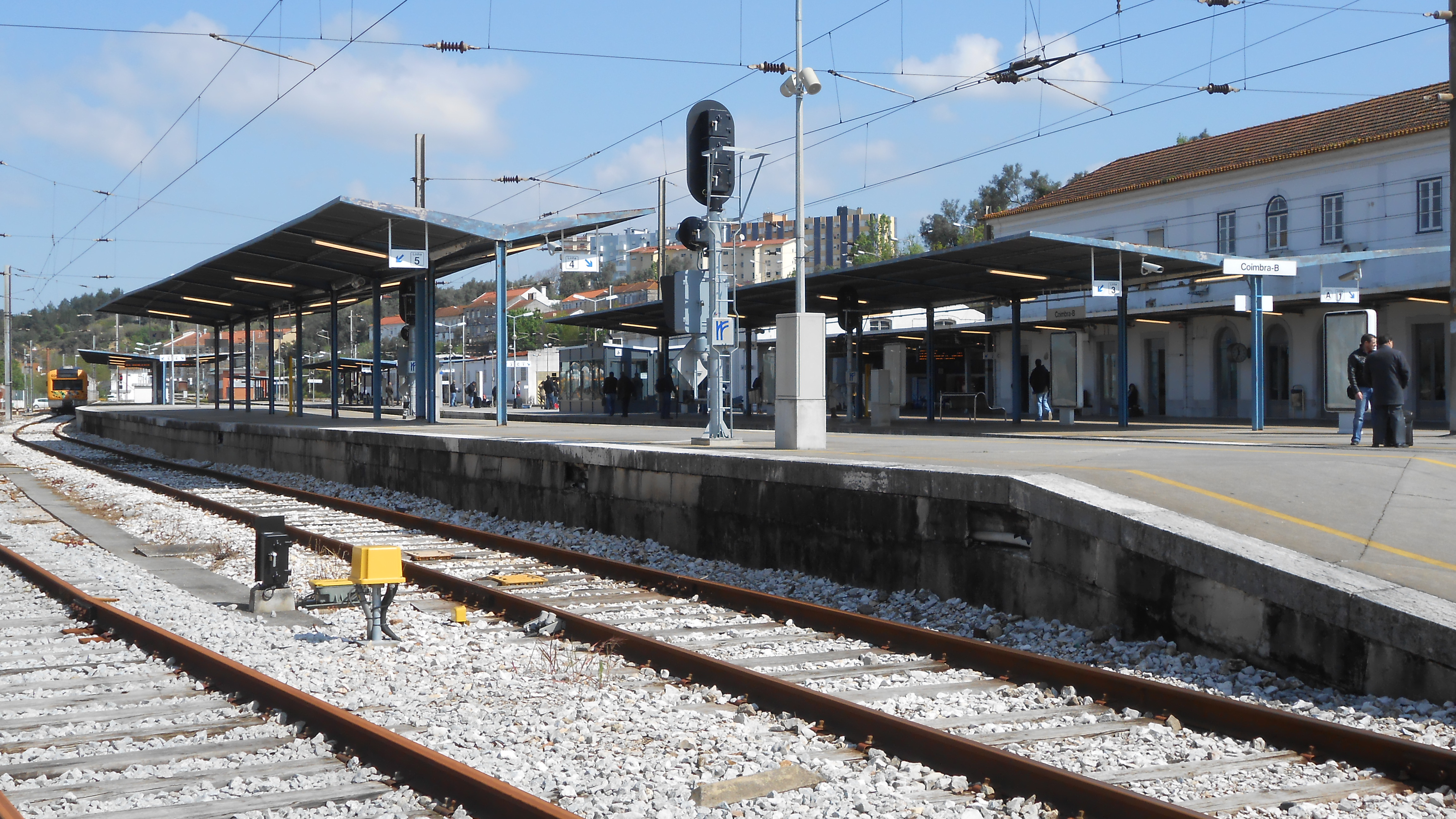
Gare de Coimbra-B, em 2013.

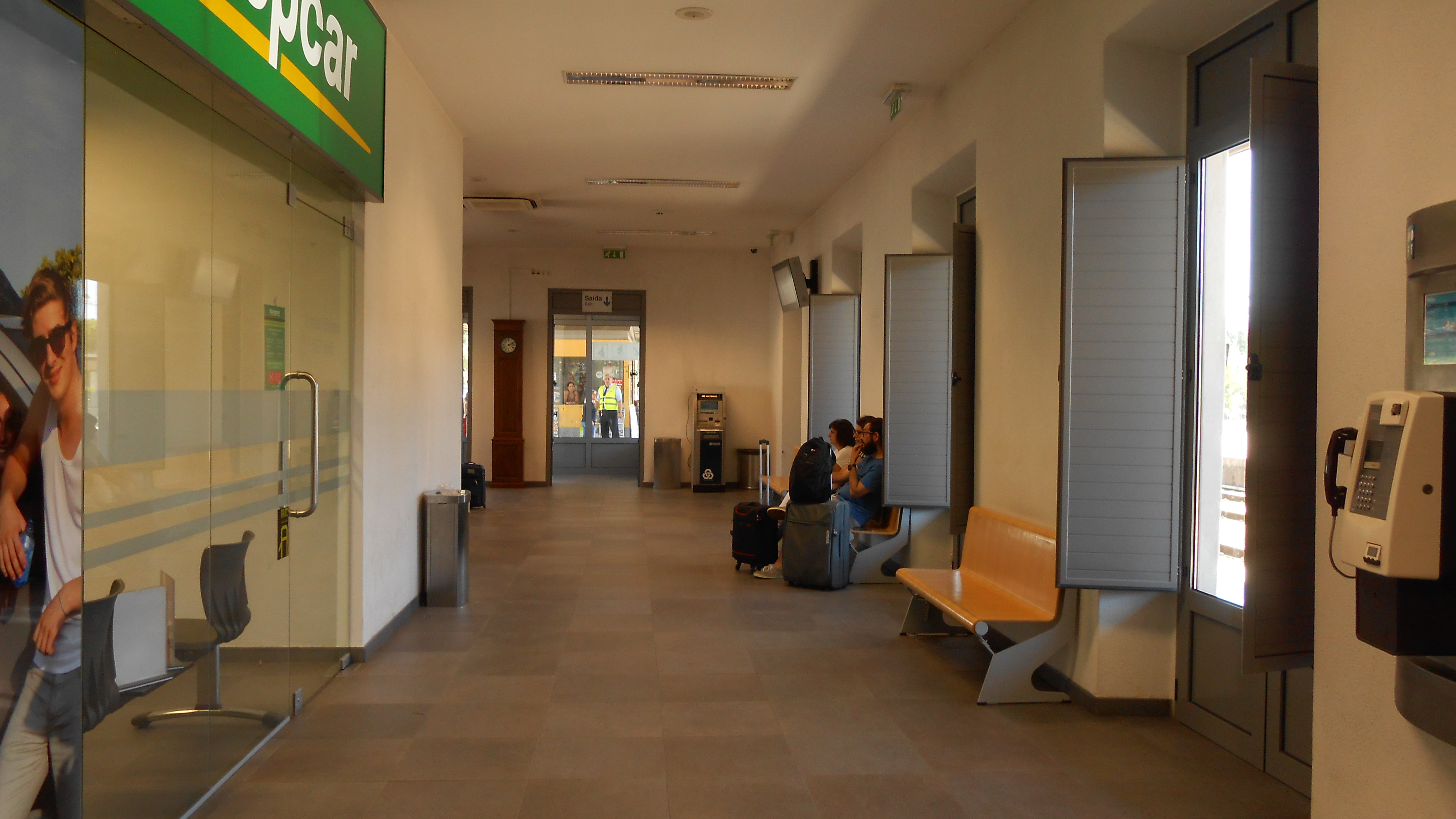
Sala de espera, em 2017.

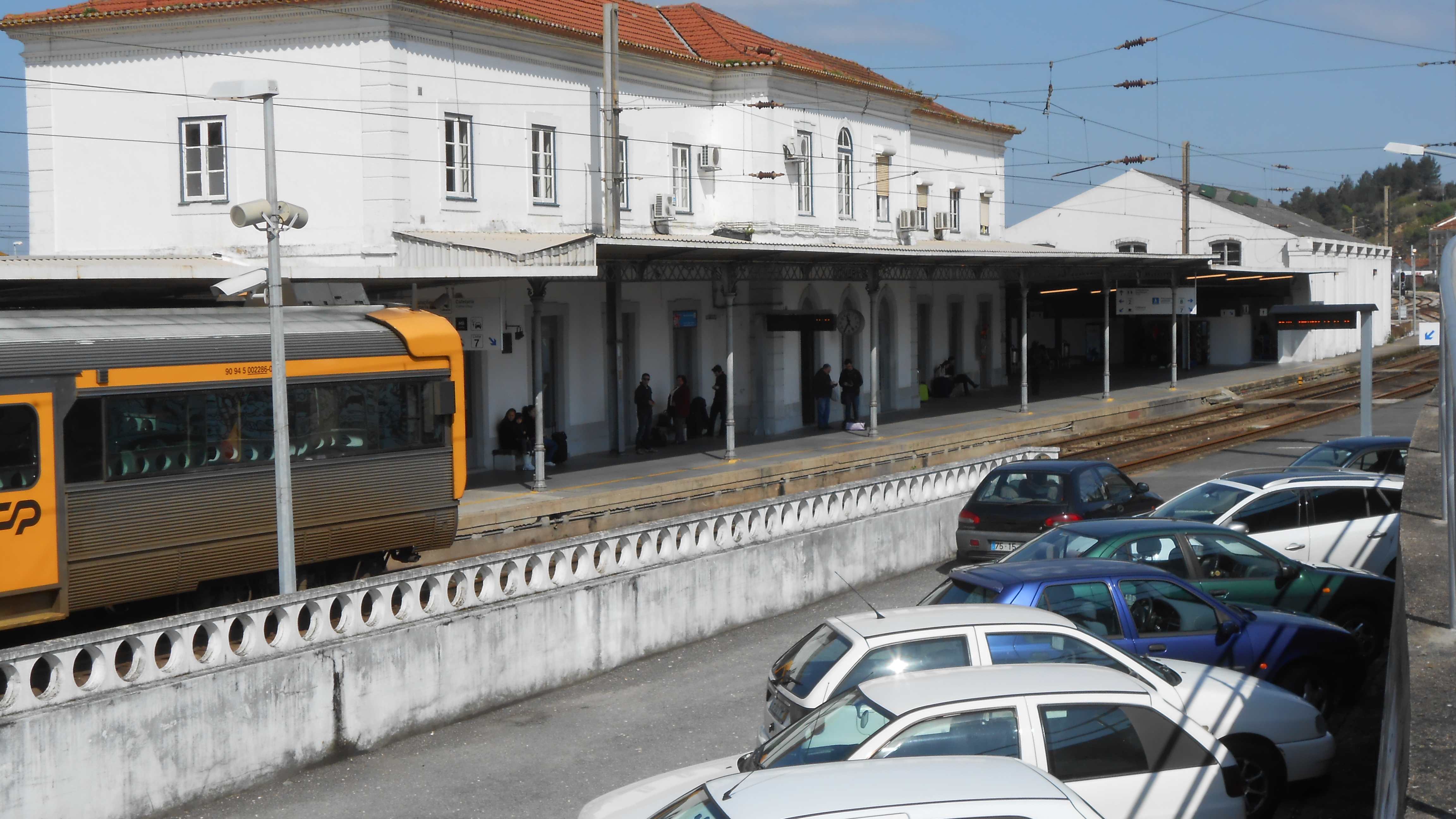
Pormenor da estação, em 2013.

### Localização e acessos
Situa-se junto à Rua do Padrão, na freguesia de Eiras, concelho de Coimbra.
A cidade de Coimbra é um dos principais centros urbanos servidos pela Linha do Norte, sendo um dos três pólos de comboios suburbanos naquele eixo.

### Infraestrutura
Esta interface apresenta seis vias de circulação, identificadas como I, II, III, IV, V, VII, e VIII, com comprimentos entre 196 e 374 m de extensão e acessíveis por plataformas com comprimentos entre 145 e 295 m de comprimento e alturas entre 40 e 95 cm; existem ainda quatro vias secundárias, identificadas como VI, G1, G2, e G3, com comprimentos de 130 a 428 m; destas últimas, a G1 e a G3 estão também eletrificadas.

### Serviços
Esta interface é servida por comboios de passageiros da C.P. de todas as suas tipologias (suburbano, regional, inter-regional, intercidades, e pendular), sendo ponto de paragem de todas as 342 circulações diárias que a frequentam.[carece de fontes?]

## História

### Antecedentes
Na década de 1840, o governo de Costa Cabral iniciou o primeiro impulso para o desenvolvimento dos transportes em Portugal, tendo uma empresa britânica apresentado, em 1845, várias propostas para linhas férreas em Portugal, incluindo uma de Alhandra ao Porto, passando por Coimbra.

### Planeamento e inauguração
Posteriormente reiniciou-se o planeamento dos caminhos de ferro em território nacional, tendo-se novamente dado primazia às linhas que ligassem a capital ao Porto e à fronteira com Espanha. No caso da Linha do Norte, que deveria ligar as duas principais cidades no país, Coimbra foi considerada como um ponto intermédio essencial, devido à sua importante posição como um centro económico, judiciário e administrativo, tendo o traçado da linha sido alterado de forma a melhor servir a cidade.

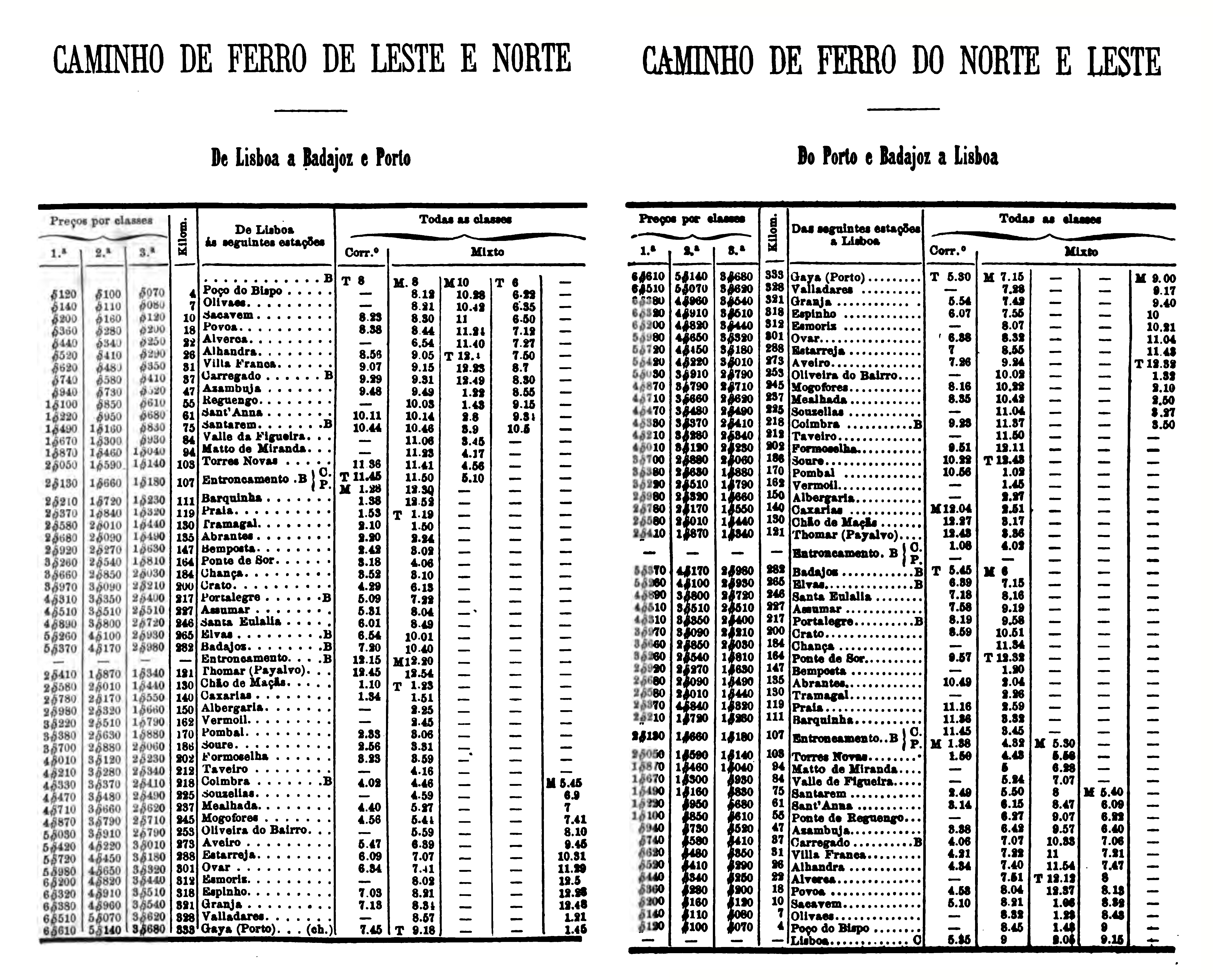
Horário das Linhas do Norte e Leste em 1876, incluindo a estação de Coimbra.

Esta interface entrou ao serviço no dia 10 de Abril de 1864, com a denominação de Coimbra, como parte do lanço da Linha do Norte entre Estarreja e Taveiro.
Após a inauguração, começaram a ser realizados serviços mistos, ligando Coimbra a Vila Nova de Gaia e Taveiro.

### Planeamento e construção do Ramal de Coimbra
Inicialmente, a Linha da Beira Alta foi planeada de forma a iniciar-se na estação de Coimbra, tendo os primeiros estudos, por Boaventura Vieira, feito a via férrea seguir pelo vale de Coselhas, passar a Portela de Santo António num túnel e depois continuar na direcção de Santa Comba Dão. Posteriormente, o engenheiro Francisco Maria de Sousa Brandão elaborou um novo traçado, que fazia a linha sair em reversão da estação de Coimbra, e seguir depois para Miranda do Corvo. Embora desta forma a construção da linha fosse mais dispendiosa, iria melhorar as ligações entre Coimbra e a Beira Alta, reforçando a sua importância como um centro regional. Assim, uma lei de 26 de Janeiro de 1876 confirmou o início da Linha da Beira Alta na estação de Coimbra, mas devido a vários problemas com este traçado, o ponto de entroncamento com a Linha do Norte foi modificado para a Pampilhosa por uma lei de 23 de Março de 1878. Em compensação, a empresa responsável pela construção daquela via férrea, a Companhia dos Caminhos de Ferro Portugueses da Beira Alta, deveria instalar um ramal desde a Estação Velha até ao centro da cidade.
No entanto, em 1882, esta obra ainda não tinha sido iniciada, devido a conflitos entre a Companhia da Beira Alta e o estado português. Desta forma, os direitos para a construção e gestão do Ramal de Coimbra foram passados para a Companhia Real dos Caminhos de Ferro Portugueses em 1883, que o inaugurou no dia 18 de Outubro de 1885.

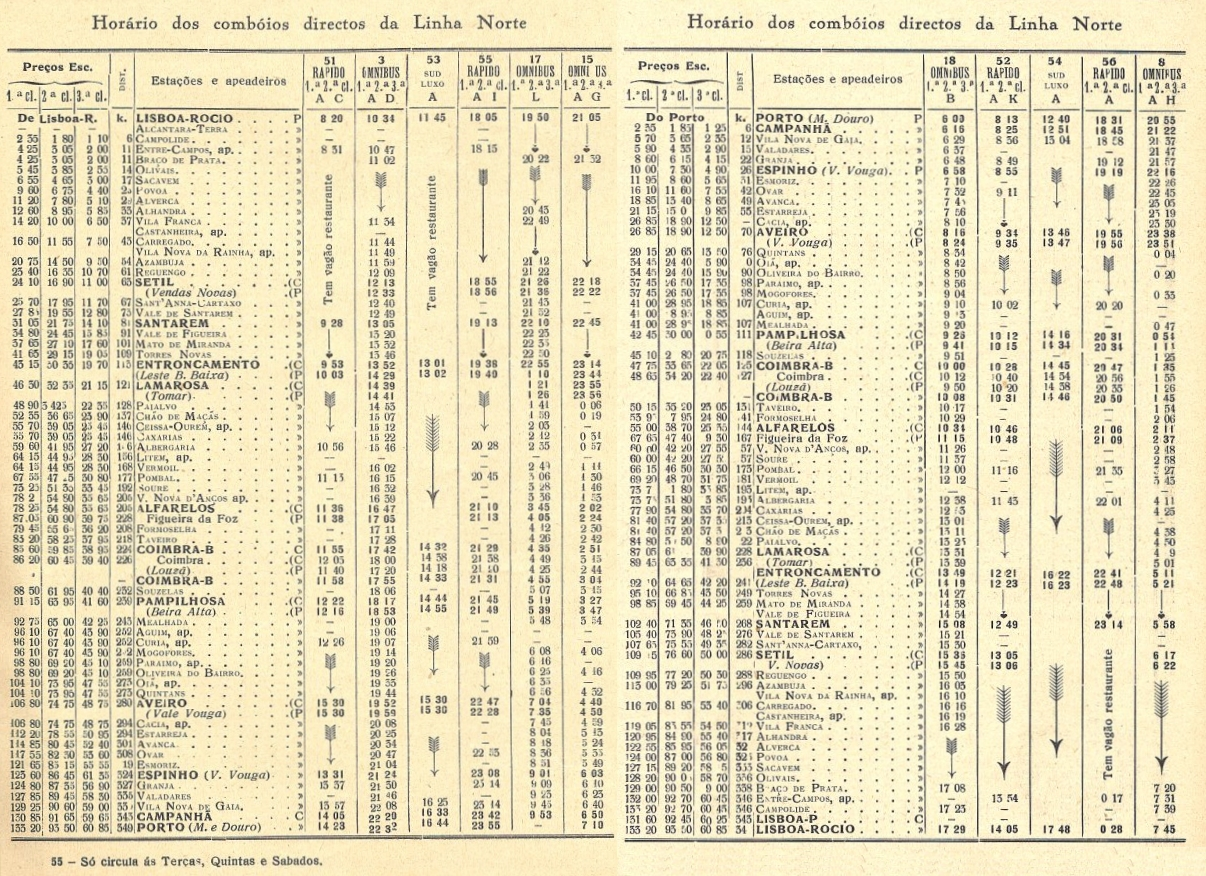
Horário da Linha do Norte em 1933.

### Décadas de 1920 e 1930
Durante a preparação do novo plano da rede ferroviária, em 1927, foi proposta a adaptação do Ramal da Lousã para bitola estreita, e a alteração do seu traçado até Coimbra-B, de forma a eliminar a sua passagem pelas ruas da cidade até à estação central. Em Coimbra-B seria construída uma gare de via estreita, que serviria não só os comboios do Ramal da Lousã, mas também para as planeadas linhas de Penacova, até Santa Comba Dão, e de Cantanhede, até Aveiro, aproveitando o Ramal de Aveiro-Mar. No Plano Geral da Rede Ferroviária, introduzido pelo Decreto 18:190, de 28 de Março de 1930, foram classificados os projectos para as duas linhas, mais a futura linha até Arganil pela Lousã. No entanto, estes planos foram cancelados devido à crise dos caminhos de ferro em Portugal.
Em 1934, a Companhia dos Caminhos de Ferro Portugueses realizou obras de ampliação na estação de Coimbra-B.

### Década de 1960
O troço entre Pombal e Coimbra-B foi adaptado à tracção eléctrica em Outubro de 1963, no âmbito de um programa de electrificação da Linha do Norte. Em 17 de Outubro, o Conselho de Administração da C. P. autorizou que os comboios rebocados por locomotivas a vapor fossem substituídos por automotoras eléctricas, no lanço entre o Entroncamento e Coimbra. O lanço seguinte da Linha do Norte, até à Pampilhosa, foi electrificado em 20 de Março de 1964.

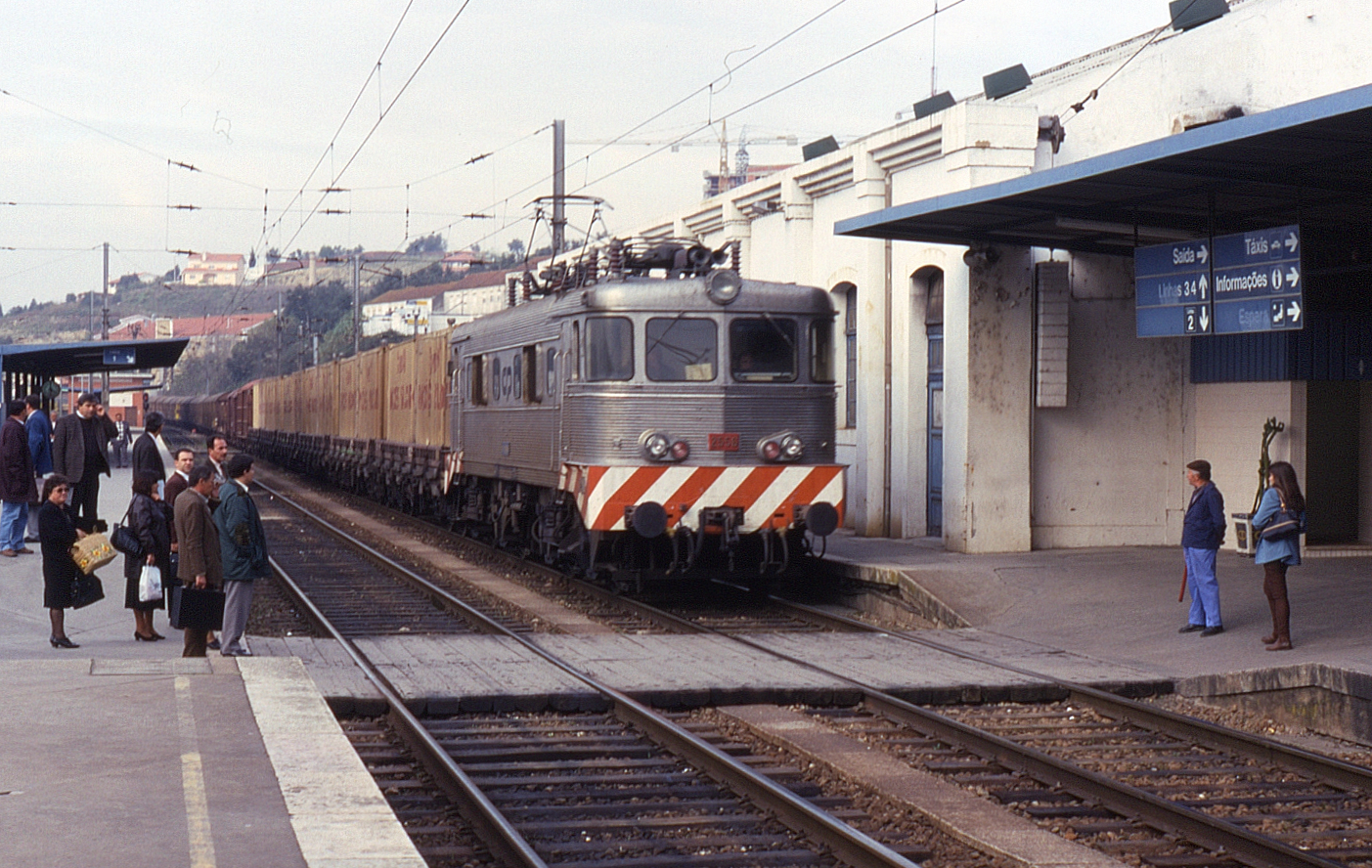
Comboio de mercadorias passando em Coimbra-B em 1993.

Em 7 de Dezembro de 1967, foram oficialmente terminadas as obras de instalação dos novos equipamentos de sinalização entre Coimbra e Pampilhosa, permitindo desta forma a circulação dos comboios com bloco automático até Aveiro.

### Década de 1980
Na década de 1980, a empresa Caminhos de Ferro Portugueses iniciou um programa para a modernização dos sistemas de sinalização e controlo de tráfego na Linha do Norte, tendo em 1989 sido lançado o primeiro concurso para a remodelação do bloco automático entre as estações de Coimbra B e Pampilhosa.

### Século XXI

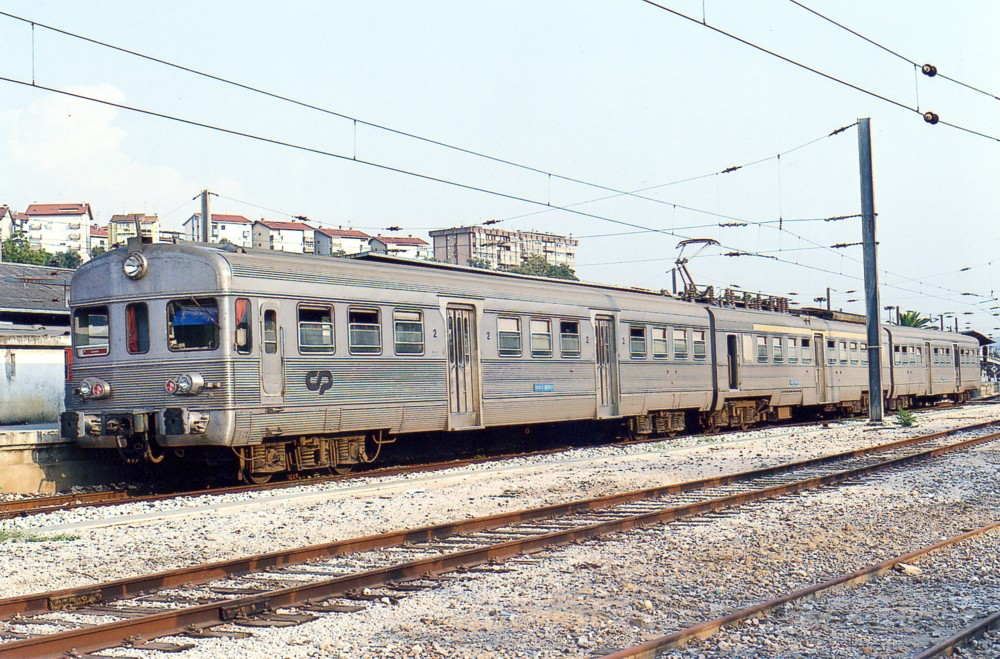
Automotora suburbana em Coimbra-B em 2003.

Segundo o Directório da Rede 2012, publicado pela Rede Ferroviária Nacional em 6 de Janeiro de 2011, a estação de Coimbra B contava com cinco vias de circulação, com comprimentos entre os 400 e 240 m; as plataformas tinham 223 a 297 m de extensão e 45 a 95 cm de altura — valores mais tarde alterados para os atuais. Em 2020, previa-se a nova alteração desta configuração.
Em Dezembro de 2011, o Sindicato Independente Nacional dos Ferroviários criticou as obras que então estavam em curso nesta estação, nomeadamente as alterações na passagem desnivelada na zona Sul.

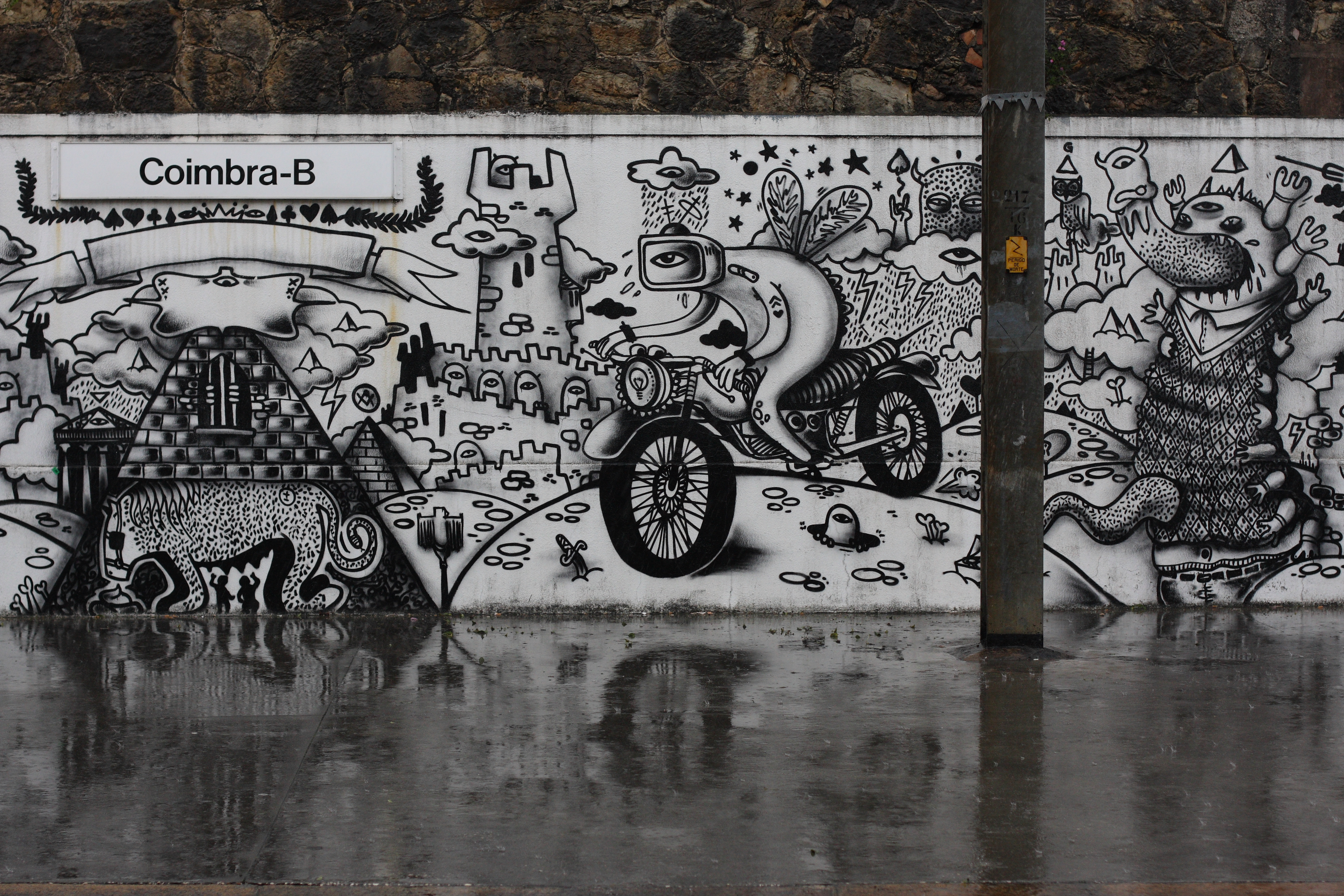
Mural na plataforma, em 2013.

Em 18 de janeiro de 2023 é apresentado publicamente o Plano de Pormenor da Estação de Coimbra B, que vai ser "objeto de uma intervenção de profunda requalificação, no sentido de melhorar a qualidade dos serviços oferecidos e de reforçar a sua centralidade" num processo que contará com o envolvimento do arquiteto catalão Joan Busquets i Grau. Coimbra vai passar, então, a dispor dos serviços de alta velocidade diretamente da Estação de Coimbra B, uma decisão tomada no âmbito dos estudos realizados pela I.P. para a construção da nova Linha de Alta Velocidade entre Porto e Lisboa.
Em 12 de Janeiro de 2025 a ligação entre Estação de Coimbra B e Estação de Coimbra foi encerrado devido às obras do Metro Mondego.

## Ver também

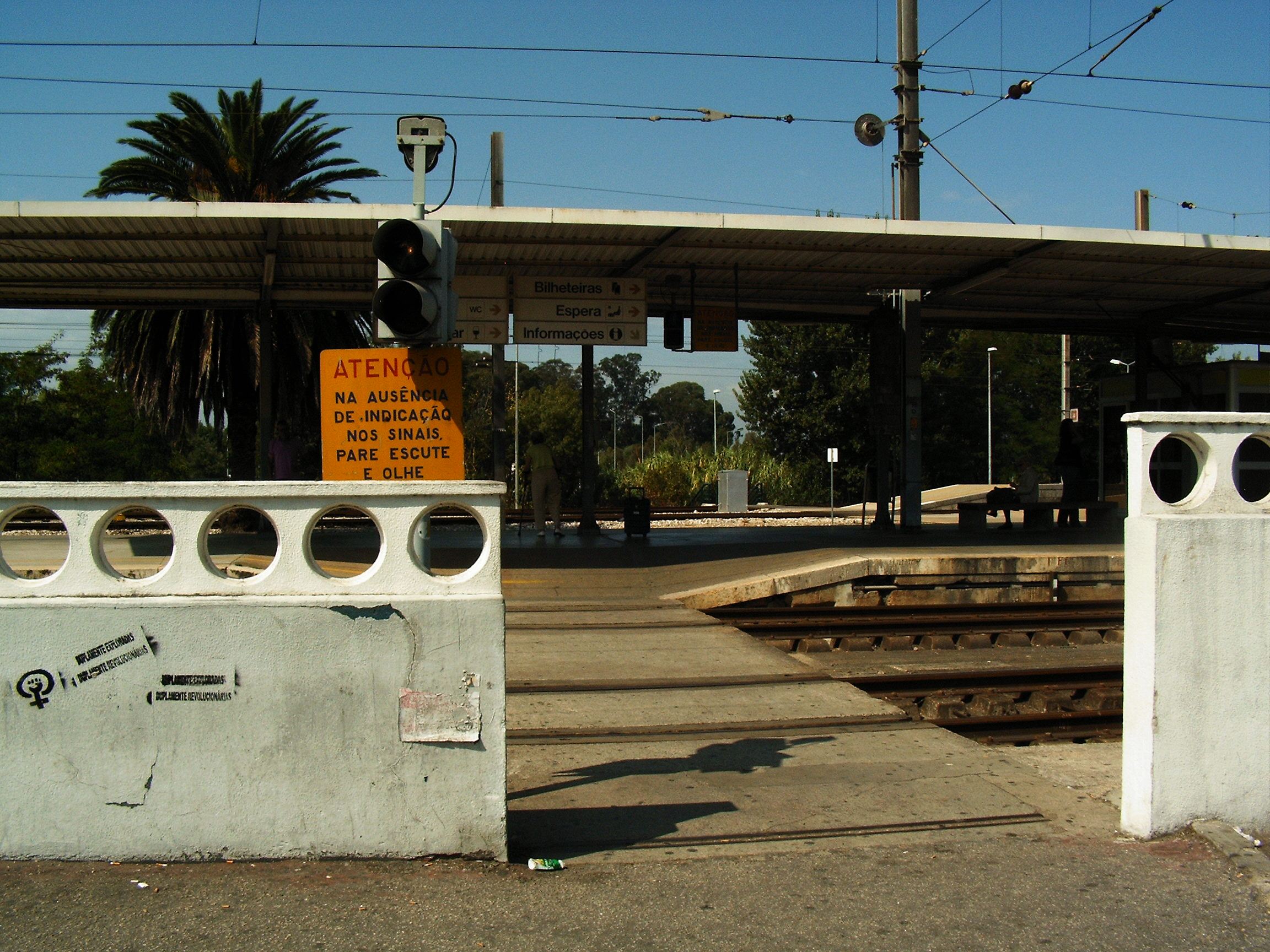
Acesso do lado nascente, em 2009.